# Ambrosius Blarer
Pour les articles homonymes, voir Blarer.
Ambrosius Blarer  (ou Ambroise Blaurer), né le 12 avril 1492 à Constance (Allemagne) et décédé le 6 décembre 1564 à Winterthour, est un ecclésiastique allemand qui introduit la Réforme protestante dans la ville libre de Constance, dans le sud de l'Allemagne et le nord-est de la Suisse.  Il est l'ami de Martin Bucer et de Guillaume Farel.

## Biographie
Tout d'abord moine à l'abbaye d'Alpirsbach en Forêt-Noire, il s'inscrit en 1505 en théologie à l'université de Tübingen où il fait la connaissance de Philippe Melanchthon. Après avoir obtenu sa maîtrise en 1512, il retourne dans son couvent où il est nommé vicaire puis prieur en 1521. Tenu au courant des enseignements de Martin Luther par sa correspondance avec Melanchthon et avec son frère Thomas Blarer, il adhère aux concepts de la réforme ce qui l'oblige à quitter le couvent en 1522 pour retourner à Constance d'où il est en contact avec Ulrich Zwingli à Zurich, Œcolampade à Bâle et Martin Bucer à Strasbourg et où il prêche dès 1525.
Avec l'aide de son cousin Johannes Zwick et de leurs frères respectifs Konrad Zwick et Thomas Blarer, membres du conseil de la ville, il poursuit son œuvre de réforme de Constance dans le but de la purifier du mal. En 1526, une loi moraliste est adoptée qui interdit la danse et la boisson, mais également les jurons et l'adultère. Devant les difficultés d'application de cette loi, les membres du conseil imposent en 1531 que chaque citoyen passe quelque temps comme gardien de l'ordre moral, chargé de dénoncer toute infraction de la loi au conseil. Une autre spécificité des réformateurs de Constance est leur amour de la musique. Ambrosius écrit plusieurs chants religieux et éducatifs dont certains sont toujours repris dans les recueils suisses de nos jours.
Progressivement, il se distance des thèses de Zwingli sur la Sainte Cène ainsi que des thèses luthériennes. À l'inverse des autres villes de la ligue de Smalkalde, Constance refuse de se rendre aux troupes de Charles Quint qui s'emparent de la ville le 6 août 1548, provoquant l'exil d'Ambrosius à Bienne où il devient pasteur de 1551 à 1559, puis à Leutmerken jusqu'en 1563.
Toujours en contact avec Heinrich Bullinger et Jean Calvin, il doit quitter sa paroisse sous la pression des cantons catholiques et meurt finalement en solitaire à Winterthour.